# Rolschaatsbaan (Efteling)
Rolschaatsbaan, ook bekend als de schuilloods, is een voormalige attractie in het Nederlandse attractiepark de Efteling. De rolschaatsbaan werd ook vaak de schuilloods genoemd. De attractie opende in 1957 achter de Stoomcarrousel. In 1966 sloot de attractie. Rolschaatsbaan bevond zich op de plaats waar nu Diorama is gevestigd. 
In begin jaren 60 waren er plannen om de Indische Waterlelies te vestigen in de loods, maar dit ging echter niet door. In 1971 opende op die plaats Diorama.
Lijst van attracties in de Efteling · Lijst van sprookjes in de Efteling · Afbeeldingen